# Changes (chanson de XXXTentacion)
Pour les articles homonymes, voir Changes.
Singles de XXXTentacion
Sad!
(2018) Moonlight
(2018)
Changes (stylisé changes) est un single écrit et interprété par le rappeur américain XXXTentacion tiré de son deuxième album studio ?. La chanson est sortie en tant que deuxième single de l'album le 2 mars 2018. C'est le dernier single de XXXTentacion à sortir de son vivant.
Elle présente des voix non créditées d'un autre rappeur américain, PnB Rock.